# Cerdeira (Lousã)
A aldeia de Cerdeira, integrante da rede das Aldeias do Xisto é a mais pequena aldeia de entre as sete da Serra da Lousã. Integra a União de freguesias de Lousã e Vilarinho.
Esta aldeia está incluída no Sítio de Importância Comunitária Serra da Lousã – Rede Natura 2000.

## Recuperação
Em 1988, Kerstin Thomas e Bernard Langer, na altura estudantes da Universidade de Coimbra numas caminhadas pela Serra da Lousã descobriram a aldeia da Cerdeira. Kerstin, na altura com 24 anos, procurava um lugar para instalar o seu ateliê. Não havia estrada, água ou eletricidade. Com a ajuda de amigos, foram recuperando mais casas. Ao todo, há oito famílias com casas reabilitadas na aldeia de xisto.
Para a recuperação das casas usaram-se as técnicas tradicionais de construção. Todos os alojamentos estão apetrechados com móveis feitos na região e obras de artistas que passaram pela aldeia.
Ao todo, a Cerdeira tem 10 espaços de alojamento, mais biblioteca, zona de residências artísticas, espaço para ateliês e café, num projeto que alia o alojamento rural com a arte e a criatividade.
Em 2006, foi organizado na aldeia, pela primeira vez, o festival de artes Elementos à Solta e, em 2012, arrancou o projeto Cerdeira Village, que, em 2018, se transformou na Cerdeira – Home for Creativity.
A isso soma-se o impulso dado pelo projeto da Rede das Aldeias de Xisto e a criação de praias fluviais, que antes só as pessoas da terra conheciam.
Em 2018 foi publicado de um artigo de Trish Lorenz no The Guardian, que descreveu quatro dias de férias com a família, longe de ecrãs e da chuva de notificações do dia a dia, imersa na natureza, nas atividades existentes na aldeia.

## Património
- Capela de Nossa Senhora de Fátima
- Alminha
- Casa de Artes e Ofícios